# Jussie Smollett
Jussie Smollett (ur. 21 czerwca 1982) – amerykański aktor, piosenkarz, reżyser i fotograf.

## Życiorys

### Młodość
Jussie urodził się w Santa Rosa w Kalifornia. Jego ojciec, Joel Smollett, był rosyjsko-polskim Żydem, zmarł 7 stycznia 2015, przegrywając walkę z chorobą. Matka, Janet Smollett (z d. Harris), jest Afroamerykanką. Ma trzech braci – Jake'a, Jocqui, Jojo i dwie siostry – Jurnee i Jazze. Ukończył Katolickie Liceum w Paramus w New Jersey.

### Kariera
Karierę aktorską rozpoczął już jako dziecko, występując w filmach The Mighty Ducks (1992) i Rob Reiner's Nort (1994). W latach 1994–1995 wystąpił wraz z pięciorgiem rodzeństwa w serialu On Our Own. W 2012 roku zagrał główną rolę w filmie LGBT The Skinny, w tym samym roku wydał EP The Poisoned Hearts Club, później wystąpił gościnnie w Świat według Mindy i Zemsta. W roku 2014 został obsadzony w jednej z głównych ról w serialu Imperium jako gej, Jamal Lyon.
W 2021 został uznany winnym sfingowania rasistowskiego ataku na swoją osobę i fałszywego zawiadomienia policji o przestępstwie. Według prokuratury motywem miała być chęć zyskania współczucia i przyspieszenia kariery.

## Filmografia

### Filmy
| Rok  | Tytuł                | Rola            | Uwagi                |
| ---- | -------------------- | --------------- | -------------------- |
| 1992 | Potężne Kaczory      | Terry Hall      |                      |
| 2009 | Pitch This           | Mike            | Film krótkometrażowy |
| 2012 | The Skinny           | Magnus          |                      |
| 2014 | Urodzony zwycięzca 2 | Tariq           |                      |
| 2014 | Ask Me Anything      | Nico Dempster   |                      |
| 2016 | The Tale of Four     | John            | Film krótkometrażowy |
| 2017 | Obcy: Przymierze     | Ricks           |                      |
| 2017 | Marshall             | Langston Hughes |                      |